# Pierre Joseph Habert

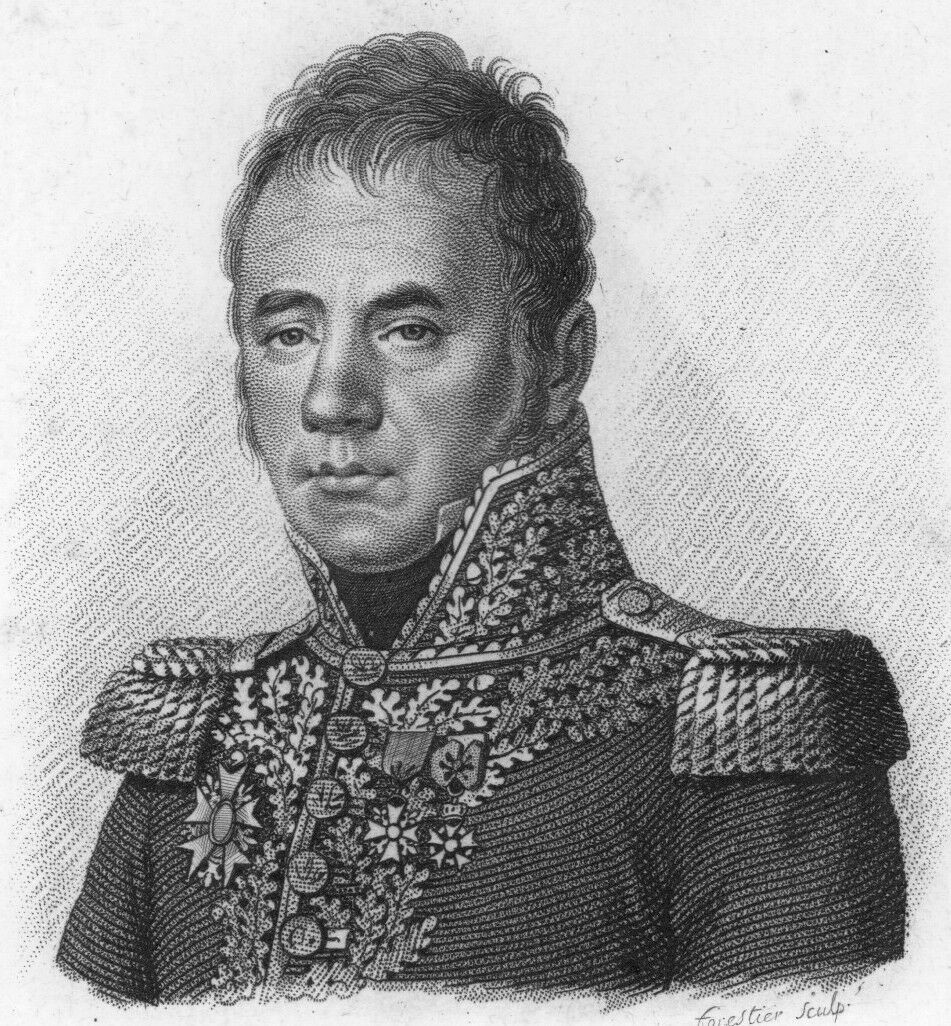
Pierre Joseph Habert

Pierre Joseph Habert, gelegentlich Pierre-Joseph Habert (* 22. Dezember 1773 in Avallon; † 19. Mai 1825 in Montréal) war ein französischer Général de division der Infanterie. 

## Leben
Habert war der Sohn des Buchhändlers Henri Habert. Im Herbst 1792 meldete sich Habert freiwillig zur Armee und kämpfte im ersten Koalitionskrieg. Er wurde sehr schnell befördert und konnte bereits 1798 im Rang eines Capitaine unter Führung von General Lazare Hoche in Irland die Society of United Irishmen in ihren Bestrebungen nach Unabhängigkeit unterstützen (→Irische Rebellion von 1798). Dabei geriet Habert in britische Gefangenschaft und konnte erst mehreren Wochen intensiver Verhandlungen wieder nach Frankreich zurückkehren. 
Noch im selben Jahr begleitete Habert freiwillig Napoleon auf dessen ägyptischer Expedition; dabei fungierte er als Aide-de-camp von General Jacques-François Menou. Er kämpfte unter anderem bei Abukir (25. Juli 1799) und Heliopolis (20. März 1800) und kehrte nach der Kapitulation von Alexandria (30. August 1801) wieder nach Frankreich zurück. 
Im dritten Koalitionskrieg führte er ein eigenes Kommando unter General Jacques Desjardin unter Führung von Marschall Charles Pierre François Augereau und kämpfte unter anderem in der Schlacht bei Dürnstein (11. November 1805), bei Hollabrunn (16. November 1805) und in der Schlacht bei Austerlitz (2. Dezember 1805).
Im vierten Koalitionskrieg kämpfte Habert neben Pierre Belon Lapisse bei Jena (14. Oktober 1806), Lübeck (6. November 1806), Czarnowo (23. Dezember 1806), Golymin (26. Dezember 1806) und Preußisch Eylau (7./8. Februar 1807).
Zurück in Frankreich wurde Habert wiederum befördert und wurde nach Spanien versetzt (→Napoleonische Kriege auf der Iberischen Halbinsel). Er nahm u. a. an der Belagerung von Saragossa (Juni/August 1808) teil und kämpfte in der Schlacht bei Bailén (18./22. Juli 1808), Tuleda (23. November 1808) und Alcañiz (23. Mai 1809).
Nach der Schlacht bei Paris (30. März 1814) und der Abdankung Napoleons wandte sich Habert dem Haus Bourbon zu. Als dann Napoleon die Insel Elba verlassen hatte und dessen „Herrschaft der Hundert Tage“ begann, kam Habert in den Generalstab von Dominique Joseph Vandamme. Er kämpfte bei Ligny (6. Juni 1815) und Wavre (18./19. Juni 1815). In letzter wurde Habert durch einen Bauchschuss schwer verwundet.
Er überlebte seine Verwundung und blieb Mitglied des Generalstabs; wurde aber mit Wirkung vom 1. August desselben Jahren für den aktiven Militärdienst als dienstunfähig erklärt. Nach seiner Genesung lebte er einige Zeit in Paris und erwarb später ein stattliches Anwesen in Montréal. Dort ließ er sich 1817 nieder. Zum Jahresende 1818 verließ er offiziell Vandammes Stab und ging am 1. Dezember 1824 offiziell in Ruhestand. Am 19. Mai 1825 starb General Habert an den Spätfolgen seiner Kriegsverletzung und fand seine letzte Ruhestätte auf dem Cimetière de Montréal.

## Ehrungen
- 22. Dezember 1803 Chevalier der Ehrenlegion
- 14. Juni 1804 Officier der Ehrenlegion
- 11. Juli 1807 Commandeur der Ehrenlegion
- 18. Juli 1811 Baron de l’Émpire
- 25. November 1813 Ordre de la Réunion
- 13. August 1814 Ordre royal et militaire de Saint-Louis
- 29. Juli 1814 Grand Officier der Ehrenlegion
- Sein Name findet sich am westlichen Pfeiler (36. Spalte) des Triumphbogen am Place Charles-de-Gaulle (Paris).
- Die Rue Habert in Montereau-Fault-Yonne wurde ihm zu Ehren benannt.